# Tam Hiệp (Đồng Nai)
Tam Hiệp is een phường van Biên Hòa, de hoofdstad van de provincie Đồng Nai.